# Decatur County Courthouse (Indiana)
Das Decatur County Courthouse ist ein historisches Courthouse in Greensburg, Indiana, das 1973 in das National Register of Historic Places aufgenommen wurde. Es ist vor allem dafür bekannt, dass auf seinem Dach ein Baum wächst.

## Geschichte
Das erste Courthouse des Decatur Countys entstand in den 1820er Jahren und bestand aus einem Blockhaus. Am 14. Mai 1822 trat das Gericht erstmals in dem Gebäude zusammen, das Thomas Hendricks, dem Gründer der Stadt, gehörte. Einige Jahre später wurde auf einem öffentlichen Platz ein kleines Backsteingebäude gebaut, in dem das Gericht bis 1855 tagte. Der Bau des heute noch bestehenden Bauwerkes begann 1850. Die Baukosten betrugen rund 100.000 US-Dollar (in Preisen von 1861, nach heutigen Preisen 3.674.000 US-Dollar). Zum Zeitpunkt seiner Fertigstellung galt das Bauwerk als das schönste Courthouse im Bundesstaat Indiana.
Anfang der 1870er Jahre stellte man fest, dass auf dem Dach des rund 33 m hohen Turmes Baumsamen aufgegangen waren und insgesamt fünf Bäumchen wurden gesichtet. Die Vertreter der Countyverwaltung befürchteten schon bald Schäden für den Turm und 1888 wurde ein Turmarbeiter angeheuert, um einige der Spößlinge zu entfernen. Von den beiden belassenen Pflanzen erreichte einer schließlich eine Höhe von etwa 15 Fuß (etwa 4,5 m) und der Stamm erreichte an seiner Basis einen Durchmesser von fünf Zoll (etwa acht Zentimeter). Irgendwann begann an der südöstlichen Ecke des Turms ein weiterer Sämling zu gedeihen und erreichte innerhalb einiger Jahre eine beachtliche Höhe. Später wuchs auch in der südwestlichen Turmecke ein Bäumchen.
Die genaue Art dieser Bäume war Gegenstand der Diskussion. Das Smithsonian Institute stellte einst fest, dass es sich bei den Pflanzen um Grobzähnige Zitterpappeln handeln würde, doch hat eine neuere Untersuchung durch Mitarbeiter der Purdue University ergeben, dass der derzeit dort wachsende Baum ein Maulbeerbaum ist.
1994 wurde an der Nordseite des Hauses eine Renovierung und Erweiterung vorgenommen, wobei die Nutzfläche des Bauwerkes fast verdoppelt wurde. Dabei entfernte man den Putz, sodass die ursprüngliche Fassade aus Backsteinen freigelegt wurde.

## Belege
1. 1 2  Mark F. Haston: Marc's Old Greensburg Indiana Photos. Mark Haston, 7. April 2008, archiviert vom Original am 29. September 2011; abgerufen am 19. April 2024 (englisch).
2. 1 2 3  HISTORY OF THE CITY OF GREENSBURG. City of Greensburg, Indiana, abgerufen am 8. Januar 2011 (englisch).
3. ↑  Greensburg’s famous tower tree. Decatur County, Indiana, abgerufen am 23. Januar 2011 (englisch).